# Bobowa
Bobowa là một thị trấn thuộc huyện Gorlicki, tỉnh Małopolskie ở nam Ba Lan. Thị trấn có diện tích 7 km². Đến ngày 1 tháng 1 năm 2011, dân số của thị trấn là 3086 người và mật độ 430 người/km².